# Aralia cachemirica
Aralia cachemirica là một loài thực vật có hoa trong Họ Cuồng. Loài này được Decne. mô tả khoa học đầu tiên năm 1841.